# Sphecosoma matta
Sphecosoma matta là một loài bướm đêm thuộc phân họ Arctiinae, họ Erebidae.